# Љубљански град
46° 02′ 56″ С; 14° 30′ 32″ И / 46.04876° С; 14.50889° И
Љубљански Град је замак - комплекс који стоји на Брду Град изнад центра Љубљане, главног града Словеније. То је кључна знаменитост града. Првобитно средњовековна тврђава, вероватно је изграђена у 11. веку и обновљена у 12. веку. Данашњи облик добила је готово потпуном реконструкцијом у 15. веку, док већина зграда датира из 16. и 17. века. У почетку је служила за одбрану, од прве половине 14. века као седиште господара Крањске, а од почетка 19. века користи се за разне друге сврхе и данас представља значајно културно благо.
Дворац је приказан на грбу града, заједно са змајем на врху.

## Историја

### Древна историја
Према археолошким истраживањима, подручје садашњег дворца насељавано је континуирано од 1200. године пре нове ере, када су саграђена прва насеља и касније утврђења. Утврђења саграђена у доба Илира и Келта вероватно су касније постала упориште римске војске.

### Средњи век
Сматра се да је први љубљански замак био дрвена и камена утврда саграђена у 11. веку. Најстарије писано спомињање Љубљанског дворца је на пергаментном листу Nomina defunctorum (имена мртвих), који чува Архив катедрале Удине и највероватније датира из друге половине 1161. године. Спомиње племића Рудолфа из Тарцентоа (Rudolf of Tarcento), адвоката Аквилејске патријаршије, који је поклонио 20 сеоских имања поред љубљанског замка (castrum Leibach) Патријаршији. Према закључку историчара Петера Штиха, то се догодило између 1112. и 1125. године.
До 1144. године дворац је постао власништво Куће Спонхајм. 1256, Љубљански град се помиње у документу као најважнији дворац владара Крањске (лат. castrum capitalis). Крајем 1270. освојио ју је бохемијски краљ Отокар II од Чешке. 1278. године, након пораза Отокара, прелази у власништво Рудолфа Хабсбуршког.
У 15. веку је готово у потпуности срушен и обновљен изградњом зидова и кула на улазу, где је постављен покретни мост. У то време је такође саграђена капела Светог Ђорђа. У 16. и 17. веку постепено су грађени и други објекти. Намена замка била је да брани царство од османлијске инвазије, као и сељачких побуна.

### Барокни период
У 17. и 18. веку, дворац је постао арсенал. 1797, град Љубљану и дворац први пут је окупирала француска војска, а поново 1809. У доба Илирских провинција дворац је коришћен као касарна и војна болница. 1815. године, опет у Аустријском царству, постао је затвор, све до 1895, са паузом између 1848. и 1868, и ту функцију је задржао и током Другог светског рата. Панорамски торањ дворца датира из 1848. године; населила га је стража чија је дужност била да пуца из топова и упозорава град у случају пожара или најављује важне посетиоце или догађаје.
С обзиром да то није био дом владара или неке друге важне племићке особе и пошто тврђава у том подручју више није била потребна, дворац је почео да губи на значају. Трошкови одржавања били су превисоки па је дворац почео да се руши. У 19. веку, дворац је реконструисан делимично као затвор, а делом као војно упориште, чинећи га мање популарним међу грађанима. У дворцу је било затворено неколико познатих особа, међу којима италијански револуционар Силвио Пелико (Silvio Pellico), мађарски премијер Лајош Батхиани (Lajos Batthyany) и словеначки аутор Иван Цанкар. 
Године 1905, дворац је купила општина Љубљана за 60.200 круна, по изричитој жељи градоначелника, Ивана Хрибара, који је планирао да у њему оснује градски музеј. Међутим, план није спроведен. Уместо тога, град је одлучио да ту насели сиромашне породице. Становници су ту боравили до 1963. године, када су започеле припреме за обнову дворца.
Остаци утврђења на Брду замка преправљени су 1930-их у шеталиште под називом Шанце, коју је пројектовао словеначки архитекта Јоже Плечник .

### Савремена историја
Опсежни радови на обнови започети су крајем 1960-их; трајали су више од 35 година. Деведесетих година 20. века дворац је почео да се користи као место за венчања и културне догађаје. 1974. године, у близини дворца постављен је споменик вајара Стојана Батича посвећен словеначким сељачким бунама (посебно Словеначком сељачком устанку 1515. и Хрватском-словеначкој сељачкој буни из 1573). Жичара на Љубљанском дворцу, успињача до врха Брда Града, изграђена 2006. године, почела је са радом 28. децембра 2006. године.

## Архитектура
Данас се дворац састоји од следећих зграда: десно од улаза је Торањ стрелаца, а поред њега је продавница барута, даље су тамница и Еразмов торањ названи по злогласном витезу-разбојнику Еразму Лојгеру и господару дворца Предјама, некадашњег затвора за племиће, и на крају је информативни центар. Двориште окружују Хала и Палатијум, две зграде са просторијама намењеним концертима и свечаним пријемима. Поред ње су торањ Фридерикс, казамат, капела Светог Ђорђа и панорамски торањ у коме се налази виртуелни музеј. У старој продавници барута је стална изложба Словеначка историја, отворена 2010. године. Поред ње налазе се Хрибарева дворана која се у прошлости користила као продавница оружја и петоугаони торањ. Лево од улаза је једина савремена зграда, саграђена 80-их година прошлог века, у којој се налазе две просторије за свадбе, кафетерија и сувенирница. Посетиоци дворца могу се спустити у галерију 'С', неколико соба и цистерне које се налазе испод дворишта.
Испод нивоа поплочаног дела налази се и горња станица успињаче. Успињача је саграђена 2006. године, али идеја о вези између града и дворца сеже уназад до краја 19. века, када је Иван Хрибар био градоначелник Љубљане. Успињача се пење уз брдо дуж зида који је средњовековни град повезивао са дворцем. Дужина стаза између доње станице у Крекову и горње станице у Љубљанском дворцу износи 117,69 метара. Разлика у висини је 69,70 метара. Капацитет успињаче је 500 људи на сат у једном правцу.
Дворцу се може возилима приступити путем, пешке стазама кроз шуму која га окружује или жичаром. Дворац је атрактивно туристичко место и домаћин је великог броја културних догађаја, венчања, концерата, позоришних представа, изложби, конгреса и протоколарних пријема.

### Улаз у комплекс замка
Садашњи улаз у замак представља мост, саграђен у седамнаестом веку, када је зид дворца пробијен у овом делу. Помиње се као главни улаз у дворац 1815. године. Првобитни дрвени мост постојао је све до почетка 19. века, када је одбрамбени јарак попуњен. Током каснијег преуређења и поновног откривања попречног јарка са стране дворца враћен је његов средњовековни изглед из прошлости изградњом садашњег моста који повезује шумарак дворца са самом зградом. Данашњи облик улаза настао је на основу идеје архитекте Бориса Кобеа. Са десне стране закривљеног улаза у двориште дворца налази се скулптура легендарног змаја-симбола Љубљане, пореклом из града Кропа. Израдио га је Јоже Бертонцељ (1901-1976). Спомен-плоча подсећа на тешка ратна времена и наводи имена погинулих у љубљанском дворцу.

### Торањ стрелаца
Основе датирају из 15. века; мања кула је саграђена у 16. веку, тада је њена висина повећана. У прошлости је служио као складиште барута, а споља се јасно могу видети отвори кроз које се пуцало. Од куле је водио заштитни зид до куле Падав (садашња Шанце), а потом до Писаних врата (шарена врата) - у садашњој улици Горњи трг. Између 1946. и 1953. кула је преуређена по плану Бориса Кобеа. У приземљу је била пивара, на горњем спрату кафана. Кобе се посебно посветио уређењу ентеријера. Заједно са сликаром Маријем Прегељом (1913-1967) поставио је темеље за зграфито слике. Уметници су слике стварали заједно, па је тешко разликовати два аутора. Неке слике, нажалост не све, имају иницијал К или П. Слике се ређају широком траком око кружне куле, с прекидима у отворима (прозори, врата). Слике су уоквирене и чине причу у наставцима. Испод слика су текстови. Мотиви слика преузети су из популарних словенских тема: Рошлин и Верјанко (балада), Мада Зора (балада), Лепа Вида (балада), Десетница (балада), Водени човек (митологија) и Поражена звер (песма о животињама).

### Одбрамбени зид - панорамска тераса
Одбрамбени зид повезује Кулу стрелаца са Еразмусовим торњем. Панорамска тераса налази се на средњовековном зиду и служи као место за летњу рекреацију, након што је кула стрелаца претворена у ресторан.

### Затвор и винова лоза дворца
Затворски простор дворца налази се између зида замка и природне стене. Затвору се приступало само са нивоа унутрашњег дворишта, што значи да су затворенике у јаму спуштали конопцем или ланцем. У малом простору затвореници са ланцима на чланцима чекали су да казна прође. Простор није имао крова, постојала је ограда над главама заробљеника. Број људи затворених истовремено није познат. Оно што се зна је да су животни услови били драстични, јер су у овом малом простору обављане све основне потребе (исхрана и дефекација). Сунчеви зраци су допирали кроз кров, као и снег зими.
У љубљанском дворцу је и винова лоза нашла своје место. Посађена је 30.9.1990. као симбол пријатељства градова Љубљане и Марибора. Познато је да је лоза сачувана у Ленту најстарија винова лоза која се гаји на свету, јер постоји више од четири стотине година. Сорта се зове модра кавчина или жаметна чрнина. Винско удружење Марибора има строги пропис о томе коме даје заперак, претходно потврђујући карактеристике тла и власника. Пријатељство између словеначких градова и села, као и између европских градова, ствара се избором, јер виноград расте, између осталог, и у Паризу (Musée du vin).

### Еразмов торањ
Кула, названа у знак сећања на витеза и бандита Еразма Легера такође познатог као Еразмо Јамски породице Легер, служила је, према претпоставкама археолога, као аристократски затвор. У зидовима се могу видети угравиране поруке и натписи, између којих је и година 1442. Један од штитова је припадао Еразму Јамском. Племенити Еразмус, богати господар и власник бројних двораца, на једној свечаној вечери, бесно је изударао војсковођу. Како ово вероватно није био једини инцидент, тадашњи територијални гувернер Криштоф фон Тејн одлучио је да га затвори. Са братом је провео неколико недеља у затвору. Еразмова животна прича није се завршила у затвору у љубљанском дворцу, јер је успео да побегне. Нико није разумео како је то учинио, будући да је дворац био чврсто заштићен, покретни мост се подизао ноћу, тако да је бег практично био немогућ. Највероватнија претпоставка је да је богаташ поткупио чувара који му је показао тајни излаз. Еразмус се на тај начин вратио у свој Предјамски дворац.

### Казамат
Име се помиње у плановима 1815. и 1816. године. Првобитна (средњовековна) сврха тог простора била је заштита од напада топовима. Овај простор служио је до петнаестог века као продужетак главног улаза поред Куле звиждука и пролаза између Бастиље до Куле Федерика и дворишта дворца. У деветнаестом веку овај простор је сравњен и замишљен као спаваћа соба за осуђене. Након што се више не користи као затвор, постаје једноставно складиште за огревно дрво.

### Капела Светог Ђорђа
На основу документа из 1489. године који је издао цар, посвећена је Светом Ђорђу, Светом Панкрацију и царици Хелени. Оригинални улаз у капелу био је на северу; уз тринаест степеница, и користи се и данас. Затим се стизало до оригиналне готичке капеле, која је имала отворе на плафону, са четири готичка прозора и балкон са кога су племићи слушали свету мису. Ова грађевина обновљена је у барокном стилу.

### Панорамски торањ
Након одласка Француза, Кула звиждука (срушила се сама од себе), постављена је, две године касније, на место старе одбрамбене куле, дрвеног торња намењеног за емитовање сигнала у случају пожара. Стара дрвена кула замењена је током 1845. и 1848. године зиданом. Кула је била дом ватрогасног чувара који је пуцњавом упозоравао на пожаре у граду. Садашња панорамска кула била је подигнута за 1,20 м 1982. године.  На врх води двоструко спирално степениште, подсећајући на време када је била део тврђаве у којој је логистика захтевала од војника да се не укрштају на степеницама. Тренутно је кула атрактивна панорамска тачка за домаће и стране посетиоце. По лепом времену могу се видети Јулијске Алпе и Камник-Савиња, као и ланац Караванке и оближње планине.

### Галерија "С" и мала цистерна
Издужени и правоугаони простор испод нивоа дворишта дворца настао је изградњом услужних просторија љубљанског дворца. У овом простору је археолошки представљен начин сакупљања воде. Врх цистерне види се у дворишту дворца, у делу камена је утиснута 1588. година. Поклопац цистерне пресељен је у двадесетом веку из баште љубљанских сестара Уршулина. Испод дворишта могуће је ући у простор у коме се вода (киша или снег) филтрира у такозвану филтрациону јаму. У средини јаме налази се отвор за сакупљање пречника 1 м; ту је било могуће набавити питку воду и у време суше. Капи воде - извор живота обликовала је уметница Тања Пак.

### Хрибарова сала и оружје
Соба за оружје (простор у приземљу) налази се између петоугаоне куле и продавнице барута. Изграђена је 1524. године по жељи цара Фердинанда. Служила је и као штала, амбар и стан за војнике који су се окупљали у дворцу. Хрибарова сала се налази на првом спрату и добила је име по градоначелнику Ивану Хрибару. У време његовог мандата град је добио бројне нове објекте: канализација, прва хидроелектрана, први јавни превоз електричне енергије - трамвај; 16. маја 1905. градско веће је купило Љубљански дворац.

### Петоугаони торањ
Торањ је служио у петнаестом веку као главни улаз у унутрашње двориште. Становници пре њега били су повезани са спољним светом помоћу два моста који су прелазили одбрамбени јарак. Могу се видети различити отвори за испаљивање оружја, будући да је тврђава била прилагођена најмодернијем оружју. На горњем спрату је била кућа управника зграде. Тренутно обновљена кула нема крова и намењена је изложбама, мањим концертима и представама. Испред улаза у торањ налази се силуета још једне цистерне на тлу. Служила је као цистерна или тајни излаз из замка.

### Камена сала
Данас је то простор за гастрономију, а име је добио по импозантним стенама у центру просторије, које представљају геолошку структуру брда замка. Улаз у собу налази се испод моста дворца или испод двоструких спиралних степеништа гастрономског простора. Како потврђују археолошки налази, у овом делу љубљанског дворца, између Куле стрелаца и петоугаоне куле, стајала је стара соба тек у шеснаестом и седамнаестом веку. Планови раног деветнаестог века описују овај простор као складиште огревног дрвета за стражаре и затворске администраторе. То је подручје обновљено почетком деведесетих година и уједно је прво веће обнављање дворца у Љубљани.

### Двориште дворца
Простор између зида и кула, простор унутрашњег дворишта дворца, идеалан је за разне догађаје. Прича потврђује да је коришћена за окупљање војске племства, јер у граду није било довољно места. У време када је ту био провинцијски затвор (1813-1945), двориште се користило као простор за ходање, затвореници су у сенци кестенова обављали своје свакодневне задатке.